# 22933 Mareverett
22933 Mareverett este un asteroid din centura principală de asteroizi.

## Descriere
22933 Mareverett este un asteroid din centura principală de asteroizi. A fost descoperit pe 7 octombrie 1999 la Socorro, New Mexico, în cadrul proiectului LINEAR. Asteroidul prezintă o orbită caracterizată de o semiaxă mare de 2,64 ua, o excentricitate de 0,15 și o înclinație de 0,2° în raport cu ecliptica.